# 17976 Шульман
17976 Шульман (17976 Schulman) — астероїд головного поясу, відкритий 10 травня 1999 року.
Тіссеранів параметр щодо Юпітера — 3,546.